# Holland Nyugat-indiai Társaság

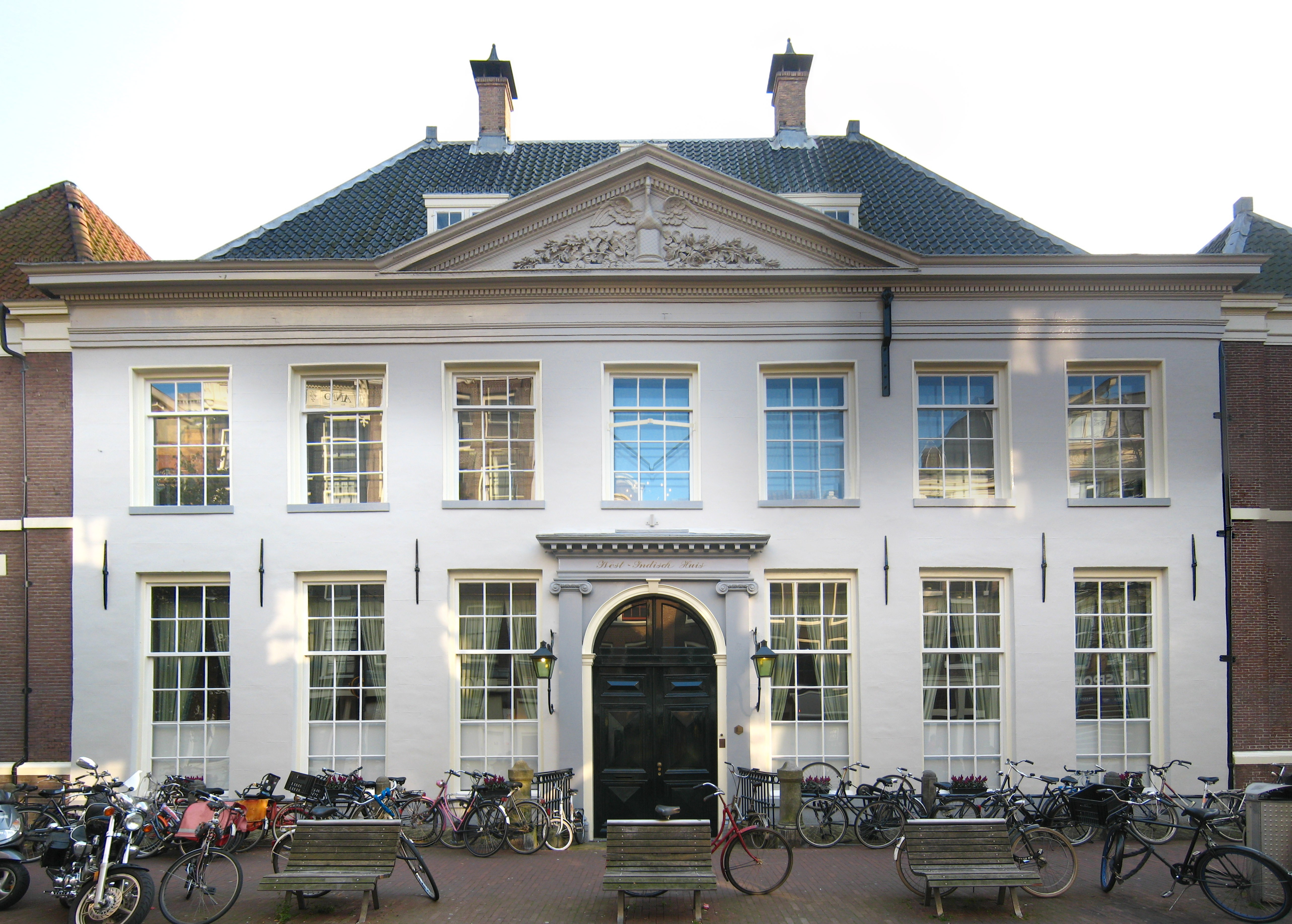
A társaság székhelye 1623-1647 között: A West-Indisch Huis az amszterdami Herenmarkt-on

A Holland Nyugat-indiai Társaságot (West-Indische Compagnie avagy WIC) 1621-ben alapították a Holland Kelet-indiai Társaság (Vereenigde Oostindische Compagnie avagy VOC) mintájára, hogy gyarmatokat szerezzen Hollandiának az Atlanti-óceánon és partvidékén. A két nagy kereskedelmi társaság kvázi önálló államként viselkedett, saját kormányzattal, hadsereggel, flottával és külpolitikával.

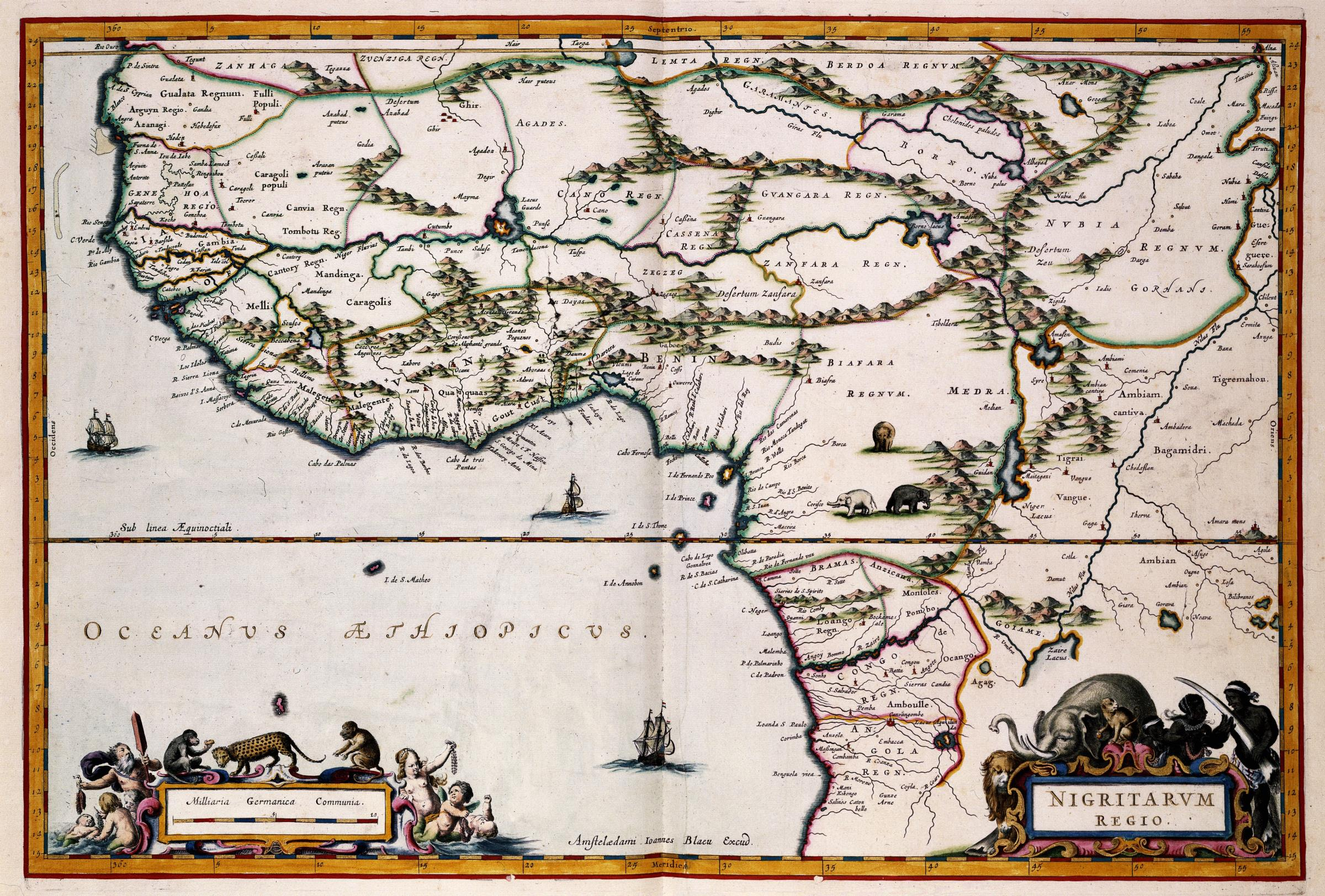
A társaság egyik, Nyugat-Afrika partvidékét mutató térképe 1662-ből

A közel húsz év hátrány igen jelentősnek bizonyult: a Nyugat-Indiai Társaság jóval kevésbé volt sikeres, mint testvérszervezete. Jelentősebb hódításai:
Dél-Amerika Vadpartnak nevezett északi partvidékén (a mai Guyana és Suriname területén) az Essequibo és a Berbice folyók mentén alapítottak telepeket;
- Holland Nyugat-India (később Holland Antillák):
  - 1632: Sint Eustatius,
  - 1632–1654: Tobago,
  - 1634: Curaçao,
  - 1640: Saba,
  - Aruba,
  - Bonaire,
  - a Szent Márton-sziget Sint Maartennek nevezett déli része,
  - St. Croix;

- a Hudson-folyó völgye Észak-Amerikában (1616–1667):
  - Nieuw Amsterdam (a mai New York) és
  - Nieuw Netherland városaival;

- Afrikában:
  - Mauritániában: Arguin,
  - Szenegálban Goerée sziget;
  - az Aranyparton:
    - Axim,
    - Butri,
    - Shama,
    - São Jorge da Mina (1637),
    - Mouree, valamint
    - São Tomé sziget (1641–1643);

  - Angolában (1641–1648):
    - São Paolo de Loanda (1641. augusztus 16. – 1648. augusztus 21. vagy 24.),
    - Benguela (1641. szeptember – 1648),
    - Ensandeira sziget (1645/46 – 1648);

  - Fokföld (1652);

- Az Atlanti-óceánon:
  - Szent Ilona (a  szigetet a Holland Kelet-indiai Társaság adta át).

Legnagyobb kísérlete az volt, amikor 1623–1654 között megpróbálta elhódítani a portugáloktól Brazíliát. Ebben az időben a társaság fővárosát Recifében rendezte be.